# Château de l'Hermitage (Gif-sur-Yvette)
Pour les articles homonymes, voir Château de l'Hermitage.
Le château de l'Hermitage, est un château français situé dans la commune de Gif-sur-Yvette et le département de l'Essonne. Il fut construit en 1831 par le Baron de Méneval, secrétaire de Napoléon Ier. En 1938, après plusieurs ventes, la commune en devient propriétaire et y installe la mairie et autres services municipaux.

## Situation
| \| Localisation du château de l'Hermitage dans l'Essonne. · Château de l'Hermitage \| Localisation du château de l'Hermitage dans l'Essonne. |
| Localisation du château de l'Hermitage dans l'Essonne. · Château de l'Hermitage                                                              |

## Histoire
En 1889, Arthur Raffalovich, le promoteur en France des emprunts russes, qui deviendra célèbre par l'Affaire Arthur Raffalovich, achète le Château de l'Hermitage, qui à sa mort sera revendu à l'audience des criées à un marchand de lingerie fine.

## Galerie

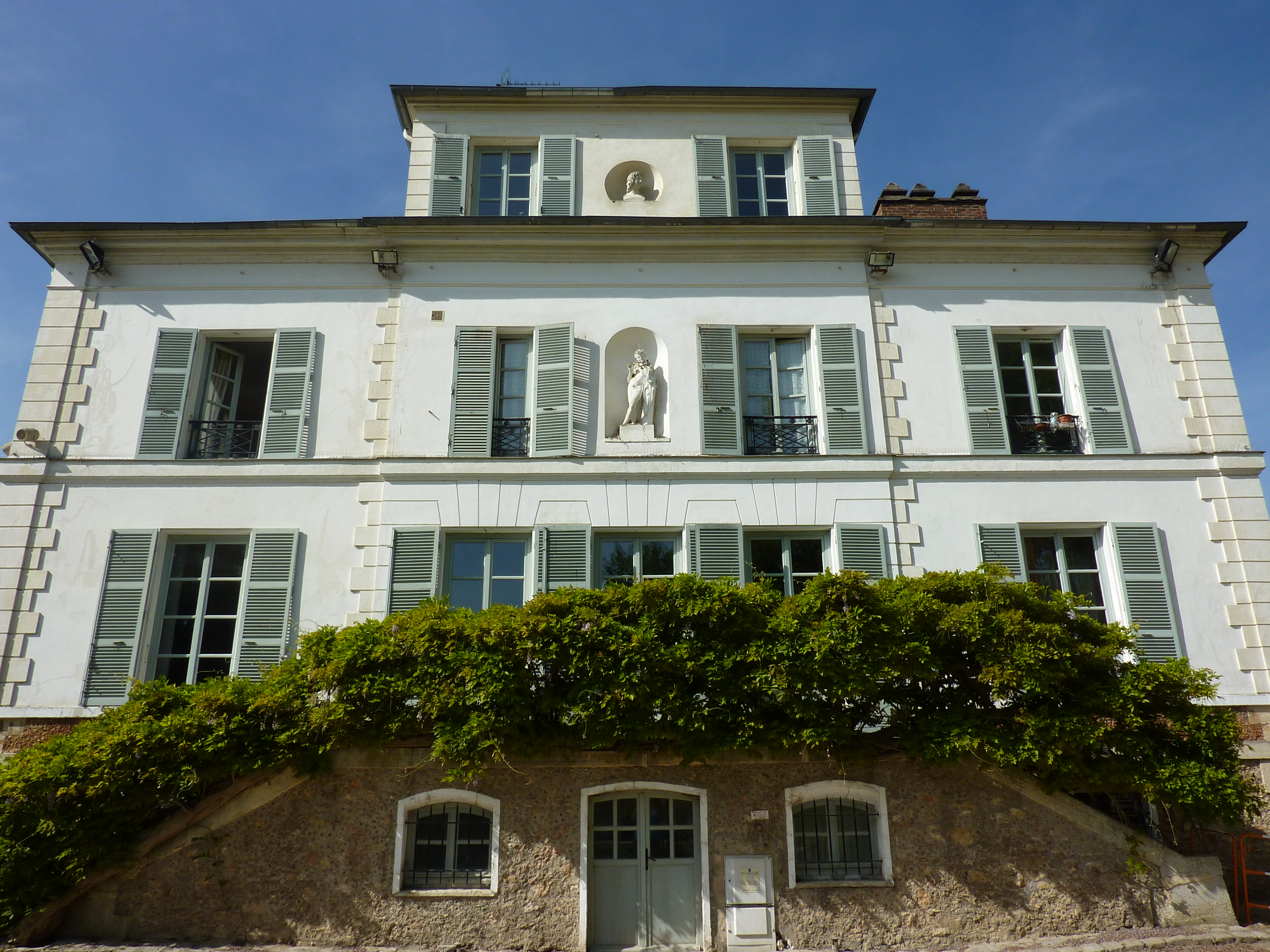
Façade côté parc.
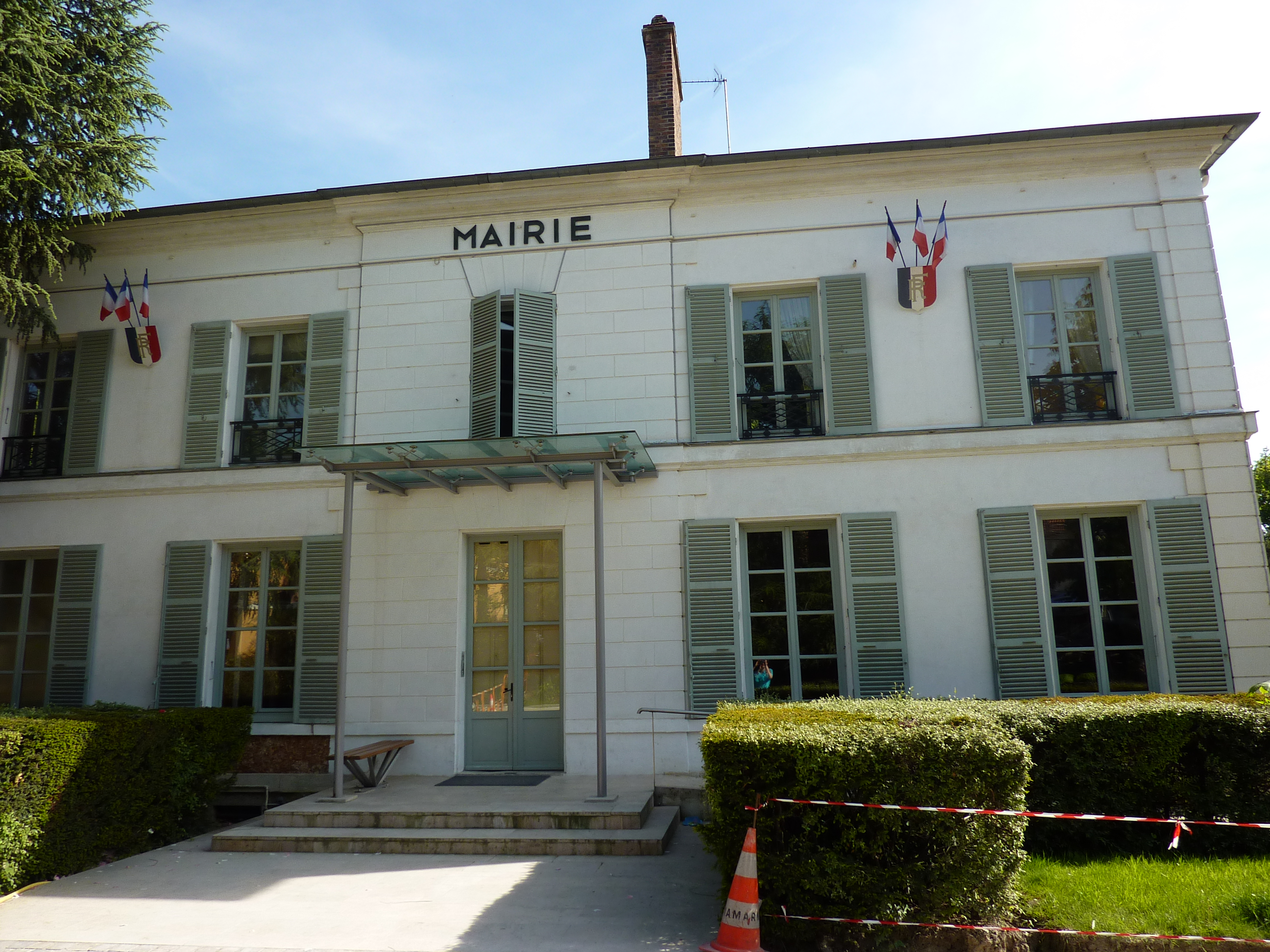
Façade côté square.

## Pour approfondir